# Tibor Navracsics
Tibor Navracsics, madžarski politik in pravnik, * 13. junij 1966, Veszprém, Madžarska. 
Je član Fidesza. Od junija do septembra 2014 je bil madžarski minister za zunanje zadeve in trgovino. Pred tem je bil med letoma 2010 in 2014 minister za upravo in pravosodje.
V času Junckerjeve komisije (2014-19) je bil evropski komisar za izobraževanje, kulturo, mladino in šport. Odtlej je madžarski minsiter za EU.

## Izobraževanje
Navracsics je diplomiral iz prava (Univerza Eötvös Loránd 1990) in leta 1992 postal višji sodnik. Prav tako je doktoriral iz politologije (Univerza Eötvös Loránd 2000).

## Poklicna kariera
- 1990–1992: občinsko sodišče, mesto Veszprém - sodni uradnik;
- 1992–1993: regionalna skupščina okrožja Veszprém - raziskovalna sodelavka;
- 1993–1997: Ekonomska univerza v Budimpešti, Oddelek za politične vede - docent;
- 1997– 2001: Oddelek za politične vede - izredni profesor
- 1998–1999: kabinet predsednika vlade, oddelek za komunikacije - vodja oddelka ( kabinet Viktorja Orbana );
- 1999–2002: kabinet predsednika vlade, oddelek za tisk in informacije - vodja oddelka;
- 2002–2003: Poslanska skupina Fidesz - Madžarska civilna zveza, vodja oddelka za politične analize;
- 2003–2006: Fidesz - madžarska civilna zveza, šef kabineta predsednika;
- 2004 - vodja skupine za oblikovanje programov, imenovano "državljansko upravljanje";
- 2006– poslanec
- 2001– : Oddelek za politične vede Univerza Eötvös Loránd - višji izredni profesor
- 2006– : Fidesz - Madžarska civilna zveza - vodja frakcije
- Kongres Fidesza maja 2007 je sprejel njegov (Navracsicsov) polemični esej "Naša prihodnost";
- Član združenja za politične vede
- 2010 - 2014: minister za javno upravo in pravosodje
- 2014: minister za zunanje zadeve in trgovino

## Objave
- Európai belpolitika (Notranja politika v Evropski uniji). Budimpešta: Korona, 1998
- Politična analiza Evropske unije, Bp., Korona, 1998
- Politično komuniciranje, 2004 (soavtor: István Hegedűs-Szilágyi-Mihály Gál-Balázs Sipos)

## Področje raziskovanja
Področje raziskovanja Navracsicsa je primerjalna politika in notranja politika v Evropski uniji. Ker govori srbohrvaško, je napisal številne analize v zvezi z nekdanjo Jugoslavijo.